# Morehead City
Morehead City és una població dels Estats Units a l'estat de Carolina del Nord. Segons el cens del 2000 tenia 7.691 habitants.

## Demografia
Segons el cens del 2000, Morehead City tenia 7.691 habitants, 3.597 habitatges i 1.985 famílies. La densitat de població era de 582,3 habitants per km².
Dels 3.597 habitatges en un 23,5% hi vivien nens de menys de 18 anys, en un 37,9% hi vivien parelles casades, en un 13,7% dones solteres, i en un 44,8% no eren unitats familiars. En el 39% dels habitatges hi vivien persones soles el 16,5% de les quals corresponia a persones de 65 anys o més que vivien soles. El nombre mitjà de persones vivint en cada habitatge era de 2,06 i el nombre mitjà de persones que vivien en cada família era de 2,73.
Per edats la població es repartia de la següent manera: un 20,2% tenia menys de 18 anys, un 7,7% entre 18 i 24, un 27,2% entre 25 i 44, un 24,1% de 45 a 60 i un 20,8% 65 anys o més.
L'edat mediana era de 41 anys. Per cada 100 dones de 18 o més anys hi havia 78,3 homes.
La renda mediana per habitatge era de 28.737 $ i la renda mediana per família de 39.290 $. Els homes tenien una renda mediana de 26.852 $ mentre que les dones 21.995 $. La renda per capita de la població era de 19.138 $. Entorn del 12,1% de les famílies i el 14,6% de la població estaven per davall del llindar de pobresa.

## Poblacions més properes
El següent diagrama mostra les poblacions més properes.